# Antoni Rzepecki
Antoni Rzepecki (ur. 27 kwietnia 1881 w Tłumaczu, zm. 10 września 1936 we Lwowie) – major rezerwy piechoty Wojska Polskiego, działacz społeczny.

## Życiorys
Urodził się 27 kwietnia 1881. Był zatrudniony jako c. k. urzędnik kolejowy. Pracując na stanowisku asystenta został przeniesiony z okręgu dyrekcji stanisławowskiej do okręgu dyrekcji lwowskiej.
U kresu I wojny światowej w stopniu porucznika brał udział w obronie Lwowa w trakcie wojny polsko-ukraińskiej jako zastępca komendanta wzgl. komendant Odcinka IV „Dworzec (kolejowy) Czerniowiecki”. Po odzyskaniu przez Polskę niepodległości został przyjęty do Wojska Polskiego. Został awansowany do stopnia majora rezerwy piechoty ze starszeństwem z dniem 1 czerwca 1919. W 1923, 1924 był oficerem rezerwowym 40 pułku piechoty we Lwowie.
W okresie II Rzeczypospolitej działał społecznie we Lwowie. Zaangażował się w upamiętnienie obrony Lwowa z 1918. W 1928 był przewodniczącym komisji zjazdowej w strukturze Komitetu Obywatelskiego 10-tej Rocznicy Obrony Lwowa. Pełnił funkcję wiceprezesa Związku Obrońców Lwowa. Zamieszkiwał przy ulicy Wuleckiej 3 we Lwowie.
Zmarł 10 września 1936 we Lwowie. Został pochowany na Cmentarzu Obrońców Lwowa (kwatera XX, miejsce 1852).